# Agility

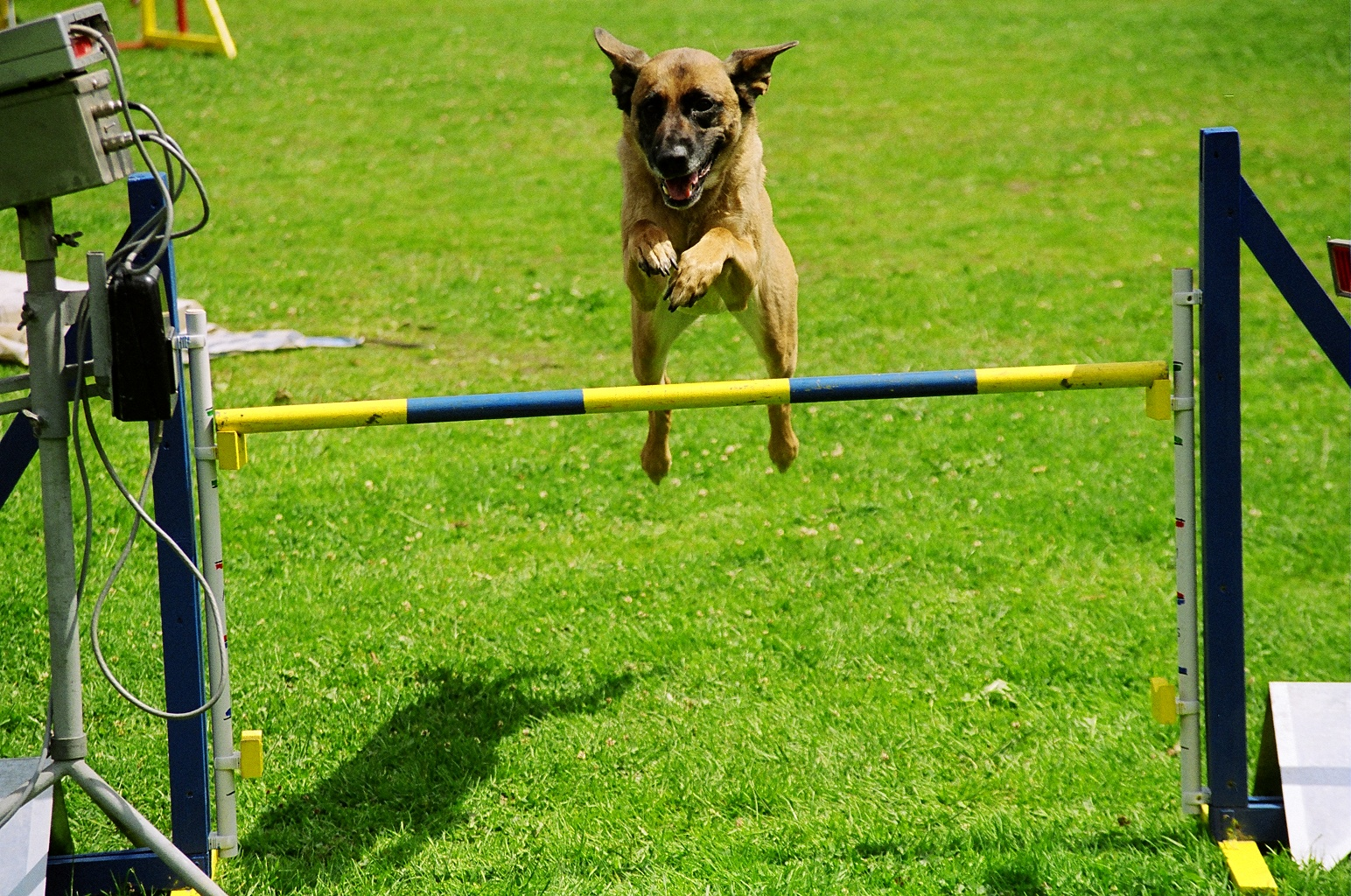
Sprung mit Zeitmessanlage

Agility [aˈɡɪliti, əˈdʒɪlɪti] (englisch für Wendigkeit, Flinkheit, Agilität) ist eine Hundesportart, bei der der Hund einen aus mehreren Hindernissen bestehenden Parcours in einer festgelegten Reihenfolge und innerhalb einer gegebenen Zeit überwinden muss. Der Hundeführer zeigt ihm dabei mit Körpersprache und Hörzeichen den Weg, darf aber weder Hindernisse noch Hund anfassen. Agility fördert die harmonische Zusammenarbeit zwischen Mensch und Tier und ist weltweit etabliert.

## Geschichte
Bei der Crufts Dog Show 1977 wurde der Brite Peter Meanwell gefragt, ob er einen Pausenfüller organisieren könne. Dieser ließ sich vom Pferdesport inspirieren und entwickelte ein Springturnier für Hunde als Wettkampf. Gemeinsam mit zwei Hundevereinen erfand und baute er einen geeigneten Parcours, indem er neben Sprüngen weitere Geräte erfand und ein erstes Regelwerk definierte.
Neben Sprüngen mit Stange oder Bürste gab es einen Reifen, eine Kletterwand, einen Tunnel, einen Slalom dessen Stangen oben ein Fähnchen hatten wie beim Skifahren, einen Tisch als Start, mittendrin und als Ziel, eine Wippe und einen Laufsteg – der damals noch Cat Walk hieß und erst im Folgejahr sinnvollerweise in Dogwalk umbenannt wurde. Zusätzlich gab es eine Wendestange und einen Fenstersprung, der aber aufgrund der Verletzungsgefahr schnell abgeschafft wurde.
In diesen beiden Vereinen wurde über das Jahr abwechselnd unter verschiedenen Bedingungen geübt, und im Folgejahr kam es zur ersten Präsentation dieser beiden Mannschaften auf der Crufts 1978. Die Begeisterung des Publikums war so groß, dass beschlossen wurde, die Veranstaltung im nächsten Jahr fortzuführen; jetzt waren sogar Ausscheidungskämpfe im Vorfeld nötig, um die drei besten Teams präsentieren zu können.
Im folgenden Jahr (1979) gelangte der Agility auf das europäische Festland und die erste Präsentation in den Niederlanden erfolgte auf der „Winner“-Hundeschau in Amsterdam. Dabei handelte es sich um Mitglieder des KC de Hofstad aus Den Haag, die bereits ein halbes Jahr zuvor mit dem Bau der Geräte selbst begonnen hatten. Mit Erläuterungen, Bauzeichnungen und vielen Fotos aus England. Nach dieser Demonstration wurde die Hofstad mit Informationsanfragen überschwemmt. Das ursprüngliche Ziel, zunächst alles zu bauen und dann ein Gesamtpaket mit Erläuterungen anzubieten, konnte nicht mehr durchgehalten werden und viele Dutzend Kopien der Zeichnungen und „Vorschriften“ wurden von verschiedenen Vereinen verschickt und gesammelt. Von diesem Moment an ging es schnell und überall tauchten Gruppen mit einem eigenen „Behendigheids-Parcours“, wie er damals genannt wurde, auf. Dann kamen Gruppen aus Belgien und Deutschland, die das Spiel in ihren Ländern weiter bekannt machten. Schnell wurde diese neue Sportart zum Selbstläufer und fand weltweite Verbreitung.
In den 1980er Jahren kam Agility nach Deutschland. Die erste Europameisterschaft fand 1992 in St Vulbas in Frankreich statt. 1994 in Arnheim (Niederlande) nahm Deutschland zum ersten Mal teil. 1996 wurde durch die Teilnahme der USA und Südafrika aus der Europameisterschaft eine Weltmeisterschaft. Parallel zu den Weltmeisterschaften, auf denen nur FCI Rassehunde mit Papieren zugelassen sind, gibt es internationale Wettbewerbe für Mischlinge, wie die European Open. Diese Turniere werden vom Weltverband für Hundewesen, der FCI verwaltet. Neben diesen Veranstaltungen gibt es weitere kleinere Verbände, die ebenfalls internationale Veranstaltungen ausrichten.

## Beschreibung

### Grundprinzip

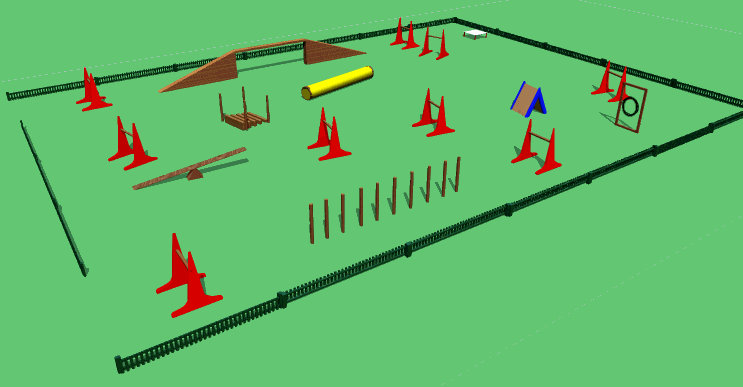
Schema eines Agilityparcours, bestehend aus mehreren Hürden, Laufsteg, Tisch, Tunnel, Weitsprung, Wippe, A-Wand, Reifen und Slalom. Der Start befände sich beispielsweise an der oberen linken Ecke, das Ziel unten links.

Der Hund durchläuft, geführt vom Hundeführer, einen Parcours, der aus bis zu zweiundzwanzig verschiedenen Hindernissen zusammengestellt ist. Hierbei ist zwischen dem „A-Lauf“ und dem „Jumping“ zu unterscheiden. Beim A-Lauf gibt es außer einfachen Sprunghürden auch Kontaktzonengeräte, die beim Jumping fehlen. Das Team (Hund und Führer) muss Geräte wie Tunnel, Weitsprung und Slalom in vorgegebener Reihenfolge schnellstmöglich und fehlerfrei bewältigen.
Dieser Sport ist für die meisten Hunde geeignet. Sehr große Hunde sind allerdings selten, einerseits aus gesundheitlichen Gründen, andererseits, weil sie in Wettbewerben eher chancenlos sind. Auf Turnieren sieht man besonders oft wendige Hunde, häufig aus der Gruppe der Hütehunde. Die Hunde müssen über einen guten Grundgehorsam verfügen und dürfen keine Schädigungen des Bewegungsapparates aufweisen.
Das Wichtigste beim Agility sind der Spaß und die sportliche Aktivität. Daher muss gewährleistet sein, dass der Hund gesund ist und nicht überfordert wird. Anhänger dieser Sportart betonen: „Agility is fun!“
Der Hund läuft im Parcours frei (ohne Halsband und Leine) und darf vom Hundeführer während des Laufs nicht berührt werden. Er wird ausschließlich über Hörzeichen (Stimme) des Hundeführers und dessen Körpersprache geführt. Die Hindernisse im Parcours sind nummeriert und genau in dieser Reihenfolge zu absolvieren. In jeder Prüfung wird der Parcours anders aufgebaut. Die Planung liegt beim Leistungsrichter, der später die einzelnen Mensch-Hund-Teams bewertet. Ausgelassene oder in der falschen Reihenfolge genommene Hindernisse führen zu einer Disqualifikation des Teams für den jeweiligen Lauf. Stoppt der Hund vor einem Hindernis oder bricht er seitlich aus, wird das als Verweigerung bezeichnet (Details stehen in den jeweiligen Prüfungsordnungen); der Hund muss dieses Hindernis bewältigen, bevor er zum nächsten läuft. Nach dreimaligem Verweigern wird das Team disqualifiziert. Verhaltensmängel des Hundes oder auch Fehlverhalten des Hundeführers (zum Beispiel Misshandlung des Hundes oder Missachtung des Leistungsrichters) führen nach entsprechender Entscheidung des Leistungsrichters zu einem Ausschluss des Teams von der Veranstaltung.
Für die Absolvierung des Parcours steht dem Team eine vorgegebene Standardzeit zur Verfügung. „Jedoch ist die Standardzeit nur als Vorgabe zu sehen und die Schnelligkeit darf nicht als hauptsächliches Kriterium gesehen werden. Ein Agilitylauf sollte ausgewogen sein zwischen Geschicklichkeit und Geschwindigkeit. Bei übereinstimmenden Ergebnissen geht die Entscheidung zu Gunsten des Hundes, der die geringeren Fehler an den Hindernissen gemacht hat. Nur im Falle gleicher Anzahl von Fehlern an den Hindernissen berücksichtigt man bei der Reihung die bessere Zeit.“
Das Absolvieren des Parcours setzt ein hohes Maß an Geschick bei Mensch und Hund voraus. Vor allem in den hohen Leistungsklassen führen bereits kleinere Führfehler des Hundeführers oder eine kurze Unaufmerksamkeit des Hundes leicht zu Fehlern, die eine Disqualifikation nach sich ziehen können. Genau diese Notwendigkeit exakter Zusammenarbeit des Teams macht aber einen Großteil des Reizes dieser Sportart für die Aktiven aus. Das Team stellt sich sehr fein aufeinander ein. Jeder beobachtet den anderen und beachtet winzige Hinweise seines Sportpartners. Dieses Zusammenspiel wirkt sich auf die gesamte Mensch-Hund-Beziehung aus und beeinflusst diese positiv.

### Führtechniken
Im Gegensatz zu anderen Hundesportarten wird der Hund beim Agility wechselnd an beiden Körperseiten geführt; dadurch kann der Laufweg des führenden Menschen verkürzt werden und der Parcours vom Hund schneller bewältigt werden. Im Gegensatz zum teils ähnlichen Turnierhundsport läuft der Hund auch nicht auf der gleichen Höhe wie der Mensch, sondern eilt ihm voraus oder bleibt kurzzeitig hinter ihm, ohne dabei den Kontakt zu verlieren. Der Hundeführer versucht das Tier immer im Blick zu haben, auch wenn er die Führhand wechseln muss, der Hund also auf die andere Körperseite des Hundeführers kommt. Dazu nutzt das Team bestimmte Techniken des Wechsels:
- Beim Belgischen Wechsel (Wechsel vor dem Hund) wird in einer Wende die Führhand gewechselt, um den Blickkontakt zum Hund beizubehalten. Dieser Wechsel ist zeitsparend im Parcours, weil viele Hunde durch die Drehung des Hundeführers schneller zu laufen beginnen und der Laufweg des Hundes (Kurvenradius!) verkürzt wird.

Beispiel: Ausgangssituation: Hund hinten links vom Hundeführer;
Ziel: 90° Rechtsdrehung und Wechsel des Hundes auf die rechte Seite;
Durchführung: 270° Linksdrehung des Hundeführers.
Eine spezielle Form dieses Wechsels ist der Hinky-Dreher (auch Hinky-Wechsel), der nach Hinky Nickels benannt wurde.
- Der Französische Wechsel (auch blinder Wechsel oder Japaner genannt, Wechsel vor dem Hund) wird verwendet, um Mittels einer Drehung des Körpers die Führhand zu wechseln, dabei geht der Blickkontakt zum Hund kurzfristig verloren. Dieser Wechsel spart Zeit im Parcours, da man die Laufrichtung nicht ändert, wenn man sich weit genug vor dem Hund befindet.

Je nach Gegebenheiten im Parcours ist es manchmal notwendig, hinter dem Hund zu wechseln (klassischer/konservativer Wechsel; back cross). Dabei wird der Hund über ein Hindernis vorausgeschickt und hinter ihm seine Lauflinie gekreuzt. Der Wechsel hinter dem Hund wird meist nur eingesetzt, wenn kein anderer Wechsel möglich ist, da viele Hunde dadurch die Sequenz langsamer bewältigen.
Wechsel werden ergänzt durch zahlreiche Drehtechniken, die dazu dienen, den Hund nach einem Richtungswechsel auf gleicher Führhand zu führen ohne ihn dabei langsamer zu machen oder ihn zu behindern. Dazu gehört beispielsweise der Ketschker-Dreher (benannt nach Jürgen Ketschker), bei der der Hund zunächst frontal auf den Hundeführer zuläuft, dieser sich dann wegdreht (Drehung gegen den Hund), so dass der Hund um ihn herum und dann in den Rücken des Hundeführers läuft, was auch den entscheidenden zu trainierenden Punkt dieses Drehers bildet. Sein Vorteil ist der sehr enge Bogen, den der Hund dadurch läuft, der extrem schnell ist.

### Kontaktzonenhindernisse
Einen besonderen Stellenwert nehmen die Kontaktzonenhindernisse ein. Diese Hindernisse haben gekennzeichnete Bereiche, die Kontaktzonen, die der Hund zwingend berühren muss. Sie wurden erdacht, um den Hund abzubremsen und damit die Belastung seiner Gelenke zu verringern. Der Hund darf nicht im weiten Satz auf- oder abspringen. Die Kontaktzonen sind farblich abgesetzt, die Farbe auch an den Seiten aufgebracht, damit ein Fehler besser erkannt werden kann. Die früher oft übliche Kombination „gelbes Hindernis mit roten Kontaktzonen“ ist die schlechteste Wahl, da der Hund diesen Farbunterschied kaum wahrnehmen kann (siehe Farbwahrnehmung beim Hund). Neuere Hindernisse nutzen daher meist blau als Farbe für das Hindernis, die Kontaktzonen sind häufig rot. Kontaktzonen dürfen nicht weiß, braun oder schwarz sein.

### Größen- und Leistungsklassen
Gestartet wird je nach Reglement in 2 bis 4 Größenklassen, in die die Hunde nach Widerristhöhe eingeteilt werden:
Mini und Maxi (IRJGV in Deutschland)
Small, Medium, Intermediate und Large (FCI und IMCA international, VDH in Deutschland, SKG in der Schweiz, sowie ÖKV und ÖHU in Österreich)
Toy, Mini, Midi und Maxi (IFCS)
In den verschiedenen Größenklassen wird die Höhe der Hindernisse der Größe der Hunde dieser Klasse angepasst.
Je nach Leistungsstand des Hundes starten diese entweder in einer der drei Leistungsklassen oder in der Senioren- bzw. Beginner-Klasse.
Die Schwierigkeit wird gesteigert durch eine etwas größere Höhe der Hindernisse, vor allem aber durch einen anspruchsvolleren Parcoursbau. In den hohen Leistungsklassen ist es durchaus üblich, dass gerade hinter einem Hindernis ein weiteres steht, das jedoch nicht im Anschluss an dieses überwunden werden darf. Ebenso kann der Parcours dicht an Hindernissen gerade vorbei führen. Hier ist eine saubere Führtechnik und äußerste Konzentration beider Teampartner gefragt.

## Gesundheitliche Probleme

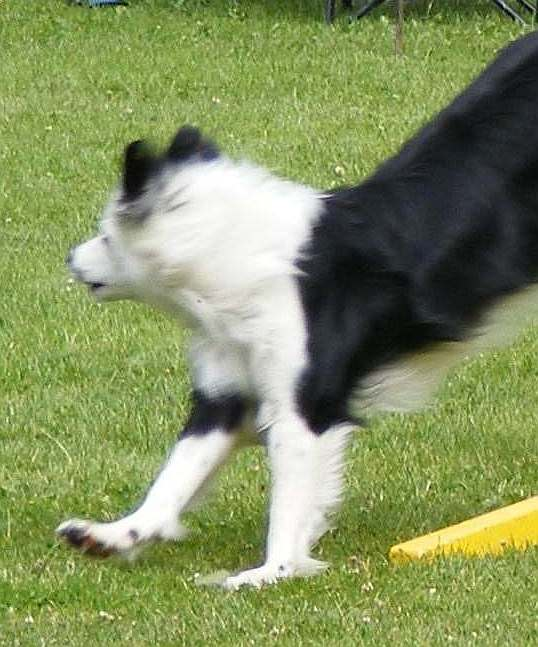
Der komplette linke Vorderfuß hat nach dem Sprung über eine Hürde Bodenkontakt

Die gesundheitlichen Risiken beim Agility stellt H. C. Schamhardt, ein veterinärmedizinisch orientierter Biomechaniker der Veterinär-Fakultät der Universität Utrecht in den Niederlanden, heraus. Ein Hund ist beim Agility nicht automatisch vor Überlastung geschützt. Bei Sprüngen zeigt sich zum Beispiel eine Überdehnung des Vorderfußes, also der Hand (normalerweise läuft der Hund nur auf den Zehen, siehe Anatomie). Beim Absprung des Hundes vor Hindernissen kommt es dazu, dass der gesamte Vorderfuß aufsetzt, das Handgelenk wird überstreckt. Auf Fotos der Sprungphase sieht das aus, als sei die Pfote gebrochen. Es zeigte sich aber, dass dieses durchaus zum normalen Bewegungsrepertoire gehört. Bei der Landung ist die Belastung um ein Vielfaches höher. Als Abhilfe wird vorgeschlagen, hier den Hürdenabstand zu verringern, was den Hund verlangsamt; zusätzlich auch die Hürden zu erhöhen, was die Sprungwinkel steiler macht und zu einer physiologisch günstigeren Haltung des Hundes führt. Besondere Überlastungspotenziale bergen Sprünge in Verbindung mit Drehungen. Langfristig kann diese Überlastung der Gelenke das Risiko einer Arthrose steigern, die mit dauerhaften Schmerzen verbunden ist.
Weitere Gefahrenmomente sind die Querlatten auf den Kontaktzonenhindernissen, die zu Pfotenquetschungen führen können. Diese Kritik wurde in den neuen Bestimmungen berücksichtigt: die Wippe hat keine Querlatten mehr, auf A-Wand und Steg müssen heutzutage die Leisten flacher sein und abgerundet, der Winkel der A-Wand ist nun etwas flacher. Schamhardt drängt auch darauf, die Rutschfestigkeit der Kontaktzonengeräte zu erhöhen. Ferner wird darauf hingewiesen, dass die Hauptgefahren für Überlastungen nicht bei Wettkämpfen mit ihren vergleichsweise kurzen Belastungszeiträumen liegen, sondern im Training, wo die Belastungsintensität und -dauer meist sehr viel höher als bei Prüfungen ist. Das heißt, Hunde, die Agility betreiben, sind tatsächlich Leistungssportler und zu ihrem Training sollte eine Physiotherapie gehören, die vor Training und Wettkampf das Aufwärmen verbessert und nach der Leistungsphase für Entspannung sorgt.

## Turniere nach VDH-Prüfungsordnung

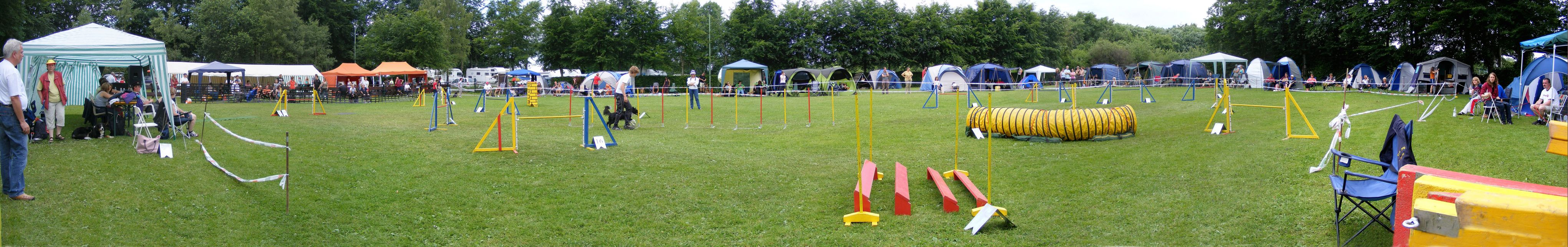
Agilityturnier – Blick auf das Veranstaltungsgelände

### Teilnahmebedingungen
Voraussetzung für die Teilnahme an offiziellen Turnieren ist die bestandene Begleithundeprüfung sowie der Nachweis der Tollwutimpfung. Ferner muss der Hund durch einen Chip oder eine Tätowierung identifizierbar sein. Der Hundeführer muss in einem dem VDH angeschlossenen Verein Mitglied sein. Weiterhin sollte ein Haftpflichtversicherung bestehen. Ausländer müssen in einem FCI angeschlossenen Verband sein, der Hund braucht keine Begleithundeprüfung.

### Größenklassen/Leistungsklassen
Neue Regelung ab 1. Januar 2023
Small (S) Schulterhöhe, Widerrist kleiner als 35 cm
Medium (M) 35 bis 43 cm
Intermediate (I) 43 bis 48 cm
Large (L) ab 48 cm
Um leistungsgerecht zu starten, haben sich 4 Leistungsklassen bewährt, die mit A0 bis A3 bezeichnet werden. Daneben gibt es noch eine Klasse für Senioren.
A0 die unterste Leistungsklasse, Mindestalter 18 Monate
A1 die mittlere
A2 die mittlere
A3 die höchste
Senioren, Mindestalter 6 Jahre (In Österreich unter dem ÖKV: Oldie, Mindestalter 7 Jahre)
Für den Aufstieg von A0 nach A1  benötigt es entweder einen bzw. drei vorzügliche Läufe mit einer  innerhalb der Klasse bei 3 vorzüglich muss man aufsteigen, die von mindestens zwei verschiedenen Leistungsrichtern bewertet wurden. Ein freiwilliger Abstieg in die A0 ist nicht möglich. Für den Aufstieg in von A1 ins A2 werden 3 V0 platziert (Vorzüglich ohne Fehler) benötigt, unter 2 verschiedenen Leistungsrichtern. Von der A2 in die A3 werden 5 V0 platziert unter 2 verschiedenen Leistungsrichtern benötigt. Der Abstieg in die nächst niedrige Klasse nach einer Qualifikation ist möglich, danach sind die Qualifikationsbedingungen für den Start in der höheren Klasse jedoch erneut zu erfüllen.
Um die Belastung von älteren Hunden zu verringern und sie trotzdem an Turnieren teilnehmen zu lassen, wurde die Seniorenklasse eingeführt. Ab einem Alter von 6 Jahren können Hunde in der Seniorenklasse starten, müssen aber nicht; der Überstieg fällt in das Ermessen des Hundeführers. Danach ist aber kein Start in anderen Prüfungsklassen mehr möglich. In der Seniorenklasse sind die Hindernisse niedriger, ferner entfallen die Hindernisse Slalom und Reifen.

### Agility, A-Läufe
Alle Hindernisse können verwendet werden (A0 ohne Wippe und ohne Slalom). Es gibt eine Standardzeit, deren Überschreiten mit Zeitfehlern (pro Sekunde ein Punkt Zeitfehler; Zehntel- und Hundertstelsekunden werden in Zehntel- und Hundertstel-Fehlerpunkte umgewandelt) geahndet wird. Das Überschreiten einer festgelegten Höchstzeit führt zur Disqualifikation. Fehler und Verweigerungen werden mit einer Punkteformel in Abzug gebracht. Es werden nach dem neuen Reglement ab 2012 zwischen 15 und 22 Hindernisse, davon 15 Hürden, aufgebaut, wobei mehrfach genutzte Hindernisse auch mehrfach gezählt werden. Eine Kombination ist nicht mehr erlaubt, Reifen und Weitsprung müssen so gestellt werden, dass der Hund diese Geräte in einer geraden Linie anlaufen kann.

### Jumping
Bei diesem Wettkampf werden keine Kontaktzonenhindernisse eingesetzt. Ansonsten kommen alle anderen Geräte zum Einsatz.
Der Ablauf entspricht dem der A-Läufe. Die geforderte Laufgeschwindigkeit ist meist höher als im A-Lauf.

### Spiele
Spiele unterliegen keinem festen Regelwerk und können vom Veranstalter nach Bedarf gestaltet werden. Spiele fallen nicht unter die FCI-Bewertung.

## Die Hindernisse laut FCI-Reglement im Einzelnen

### Vorbemerkung zu den Höhenangaben
Entsprechend den Größenklassen der Hunde werden Hindernishöhen festgelegt. Für Trainingszwecke ist es sinnvoll, die Hindernisse über einen noch größeren Bereich, aber auch feiner einstellen zu können. Die unten genannten Maße sind die Werte für Wettkämpfe.

### Sprünge

#### Hürden

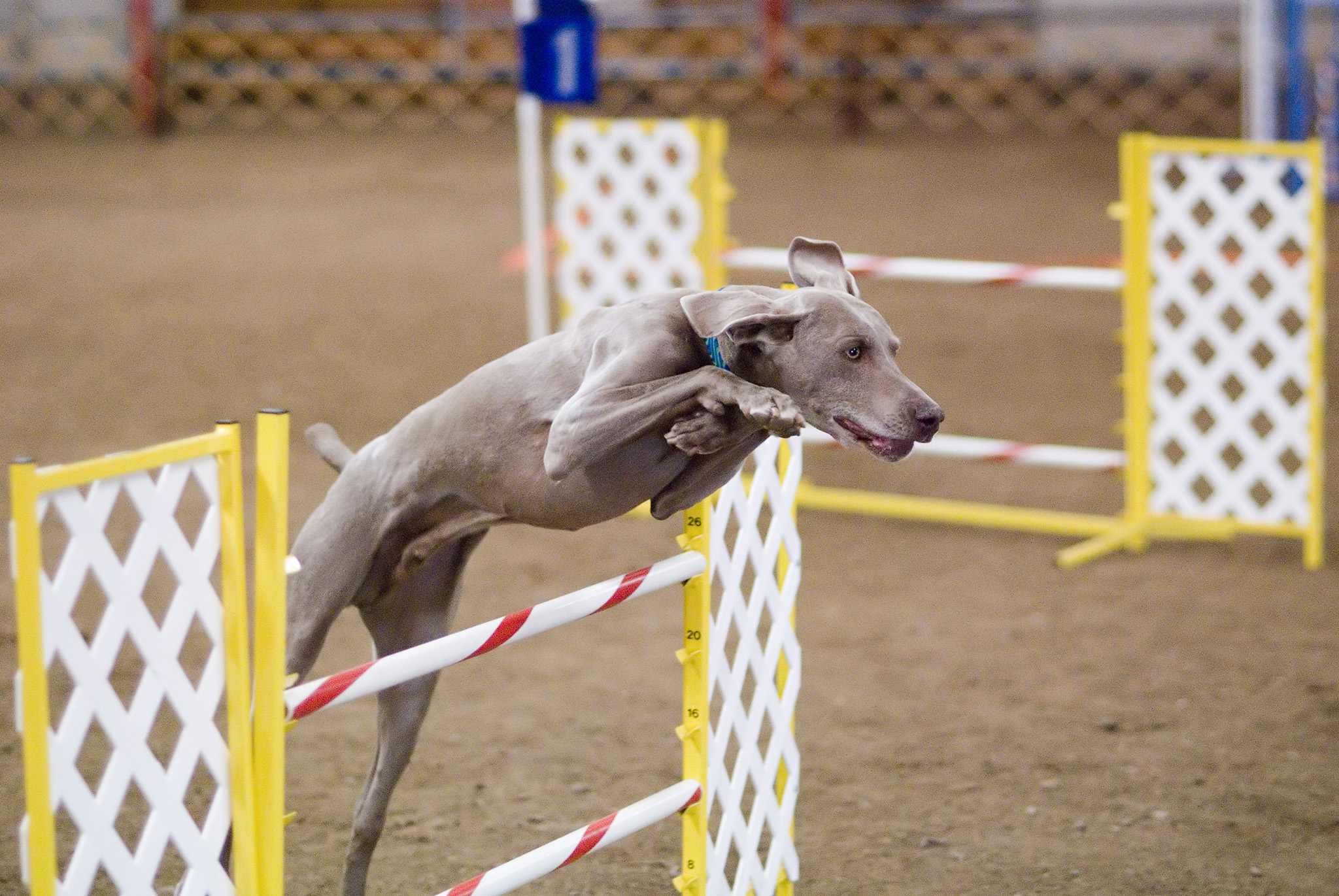
Sprung über eine Hürde mit Stangen

Die Hürden bestehen aus den Seitenteilen und der Stange. Die Stange darf nur lose aufliegen, sie muss bei Berührung herunterfallen. Neben der reinen Stangenhürde existieren verschiedene andere Formen: Besenhürde, Viadukt und Mauer; es gelten dafür die gleichen Abmessungen, und in jedem Fall schließt die Hürde oben mit einer Abwurfstange ab.
Hürden sind die häufigsten Hindernisse im Agilityparcours. Die je nach Größenklasse unterschiedlich hoch liegenden Stangen müssen vom Hund übersprungen werden. Ein Abwurf ist ein Fehler, der mit Fehlerpunkten gewertet wird, der Sprung wird nicht wiederholt.
Im Reglement sind 3 Höhen vorgesehen:
- L: 55–65 cm
- M: 35–45 cm
- S: 25–35 cm

Die Breite zwischen den Pfosten soll zwischen 120 und 150 cm liegen.

#### Reifen

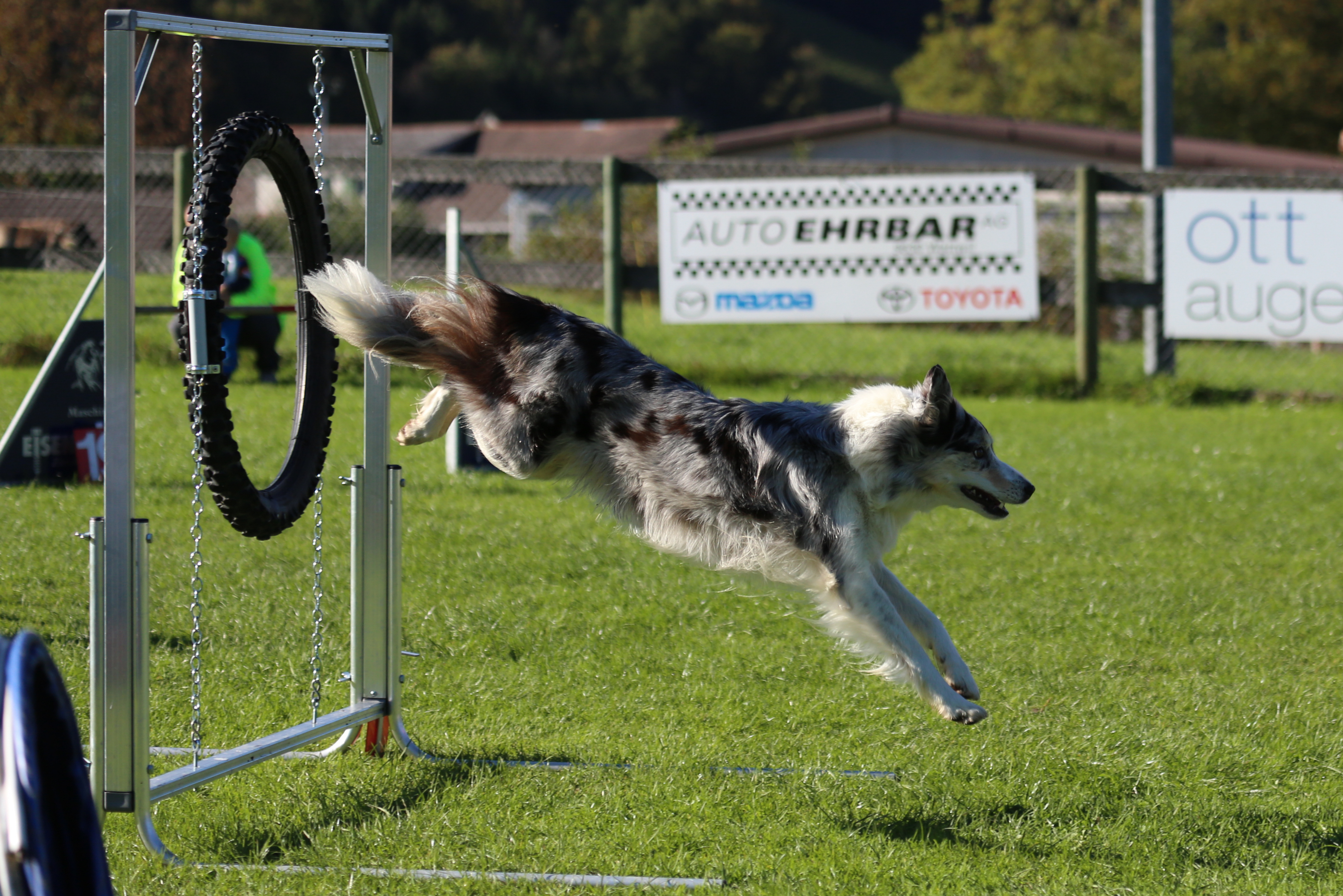
Sprung durch einen Reifen

Der Reifen muss durchsprungen werden, ein Springen neben den Reifen, aber innerhalb des Rahmens gilt als Verweigerung, das Hindernis muss wiederholt werden. Im Gegensatz zu den Hürden gilt eine Berührung des Reifens im Sprung nicht als Fehler. Auslassen oder Durchspringen zum falschen Zeitpunkt führen zur Disqualifikation.
Der Reifen muss zum Schutz vor Verletzungen zumindest im unteren Teil verschlossen sein. Er wird durch Ketten oder ähnliche Vorrichtungen höhenverstellbar aufgehängt; feste, starre Aufhängungen sind nicht erlaubt. Um die Standsicherheit zu gewährleisten, müssen die Bodenstreben etwa eine Länge von 2 m haben (die 1,5-fache Länge des Maßes vom Boden zur Reifenoberkante).
Die FCI rät dazu, einen klappbaren Reifen, auch Sicherheitsreifen genannt, zu verwenden. Dieser Reifen zerfällt in zwei Teile, wenn eine Belastung auftritt, beispielsweise ein Hund dagegenläuft. Bei FCI-Weltmeisterschaften wird ausschließlich ein solcher Reifen verwendet. Auch der VDH hat seit dem 1. Januar 2014 den Sicherheitsreifen als verbindlich festgelegt.
Durchmesser des Reifens: 45 bis 60 cm, Dicke des Reifenrings 8 bis 18 cm

Abstand Boden/Reifenmittelpunkt:
- L: 80 cm,
- S und M: 55 cm.

#### Weitsprung

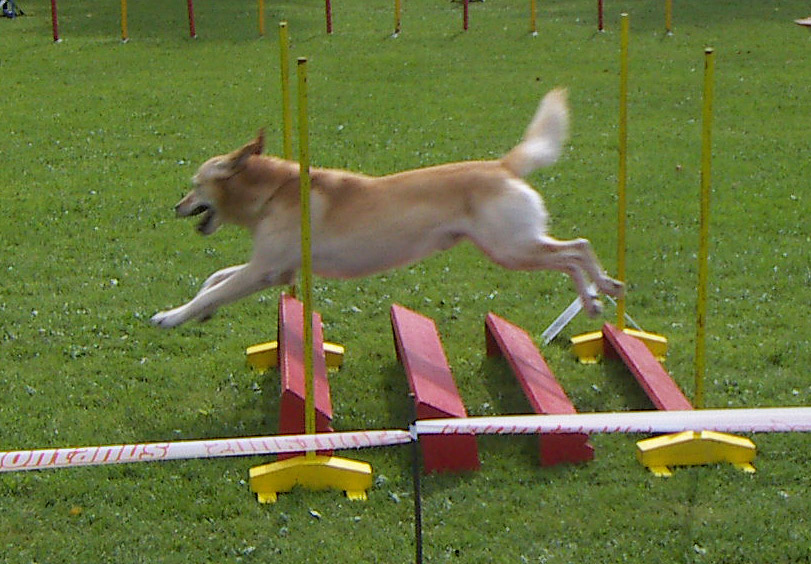
Weitsprung

Der Weitsprung besteht aus zwei bis vier Elementen, die in aufsteigender Folge in gleichem Abstand unbefestigt aufgestellt werden. Zur Begrenzung werden an allen vier Ecken dieses Hindernisses Pfosten von 1,2 – 1,3 m Höhe aufgestellt. Das niedrigste Element von 15 cm steht vorne, das höchste hinten. Der Weitsprung muss innerhalb der Begrenzungsstangen bewältigt werden. Ein Umwerfen eines Elements ist ein Fehler, das Hindernis muss nicht wiederholt werden. Vorbeilaufen, das Ausspringen vor der hinteren Begrenzungsstange oder Überspringen in der Quer-Richtung ist eine Verweigerung, das Gerät muss wiederholt werden. Überspringen zum falschen Zeitpunkt oder gegen die Laufrichtung führt zur Disqualifikation.
Höhe der Elemente: 15 cm bis 28 cm mit entsprechenden Zwischengrößen.
Breite: vorderstes Element 120 cm;  die übrigen Elemente können gleich oder in der Länge ansteigend sein, das hinterste Element darf maximal 150 cm breit sein.
Tiefe: 15 cm, leicht abgeschrägt.
Länge des Gesamthindernisses:
L: 120 bis 150 cm (4 Elemente)
M: 70 bis 90 cm (3 Elemente)
S: 40 bis 50 cm (2 Elemente)
Anm.: in manchen Ländern wie z. B. Österreich gibt es eine Oldie-Klasse, hier wird z. B. der Weitsprung bei Oldie-Medium und Small auf nur 35 cm Länge gestellt.

### Slalom

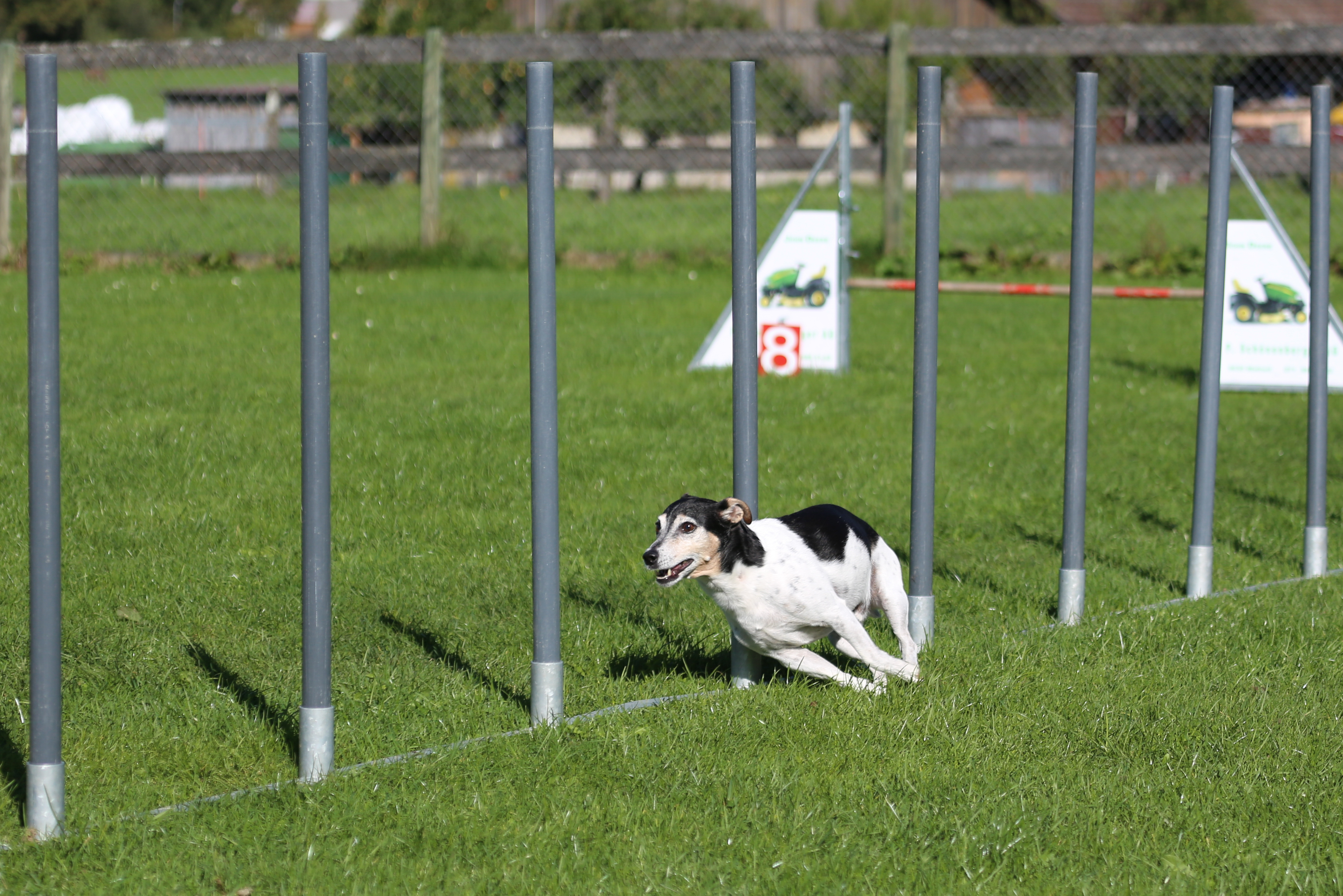
Slalom

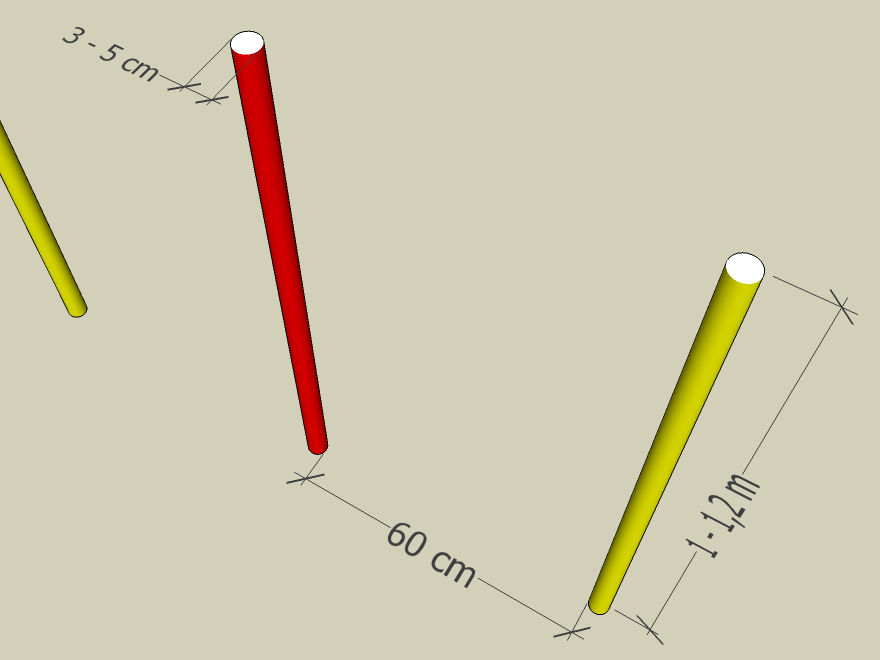
Abmessungen beim Slalom

Der Slalomparcours besteht aus 12 Stangen, die 3 bis 5 cm dick sind. Die Länge der Stangen beträgt 100 bis 120 cm, die lichte Weite zwischen den Stangen beträgt 60 cm.
Der Hund muss rechts von der ersten Stange das Hindernis betreten. Falsches Einlaufen ist eine Verweigerung, das Verlassen an einer falschen Stelle sowie das Auslassen einer Stange sind Fehler. Das Hindernis muss entweder ab der Fehlerstelle oder von Anfang an wiederholt und korrekt beendet werden, andernfalls kommt es zur Disqualifikation.

### Kontaktzonenhindernisse

#### Abgrenzung
Zu den Kontaktzonenhindernissen gehören der Laufsteg, die Schrägwand und die Wippe.

#### Bewertung von Kontaktzonen
An Beginn und Ende der Hindernisse A-Wand und Wippe muss der Hund mindestens mit einer Pfote die jeweilige Kontaktzone berühren, andernfalls wird das Hindernis als Fehler bewertet. Beim Steg muss nur die Kontaktzone am Abgang berührt werden. Auslassen des Hindernisses oder Überlaufen in der falschen Richtung oder zum falschen Zeitpunkt führen zur Disqualifikation.

#### Laufsteg/Passerelle

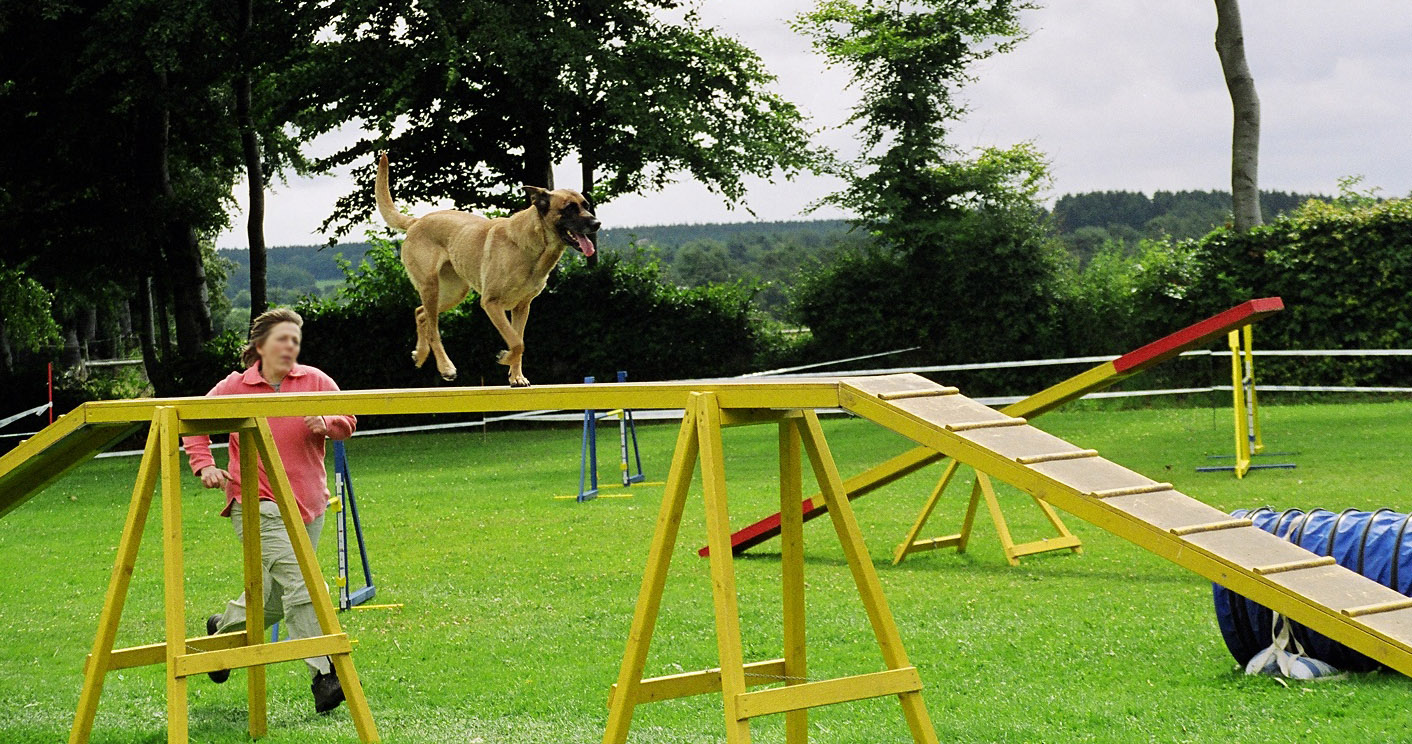
Laufsteg

Der Laufsteg besteht aus drei Elementen: den zwei Rampen und dem Mittelteil. Eine Rampe beinhaltet die aufsteigende Kontaktzone, die andere die absteigende. Die Rampen sind mit 20 mm breiten, 5 mm bis 10 mm hohen abgerundeten Leisten versehen, die im Abstand von 25 cm befestigt sind, um den Aufstieg zu erleichtern. Der jeweils untere Teil der Rampen ist auf 90 cm andersfarbig markiert, um die Kontaktzone anzuzeigen. Die Kontaktzonenfläche muss 10 cm über die entsprechende Leiste hinausgehen. Der gesamte Laufsteg muss einen rutschhemmenden Belag aufweisen.
Höhe: 120 bis 130 cm
Breite der Lauffläche: 30 cm

Länge der Elemente: 360 cm bis 380 cm

#### Wippe

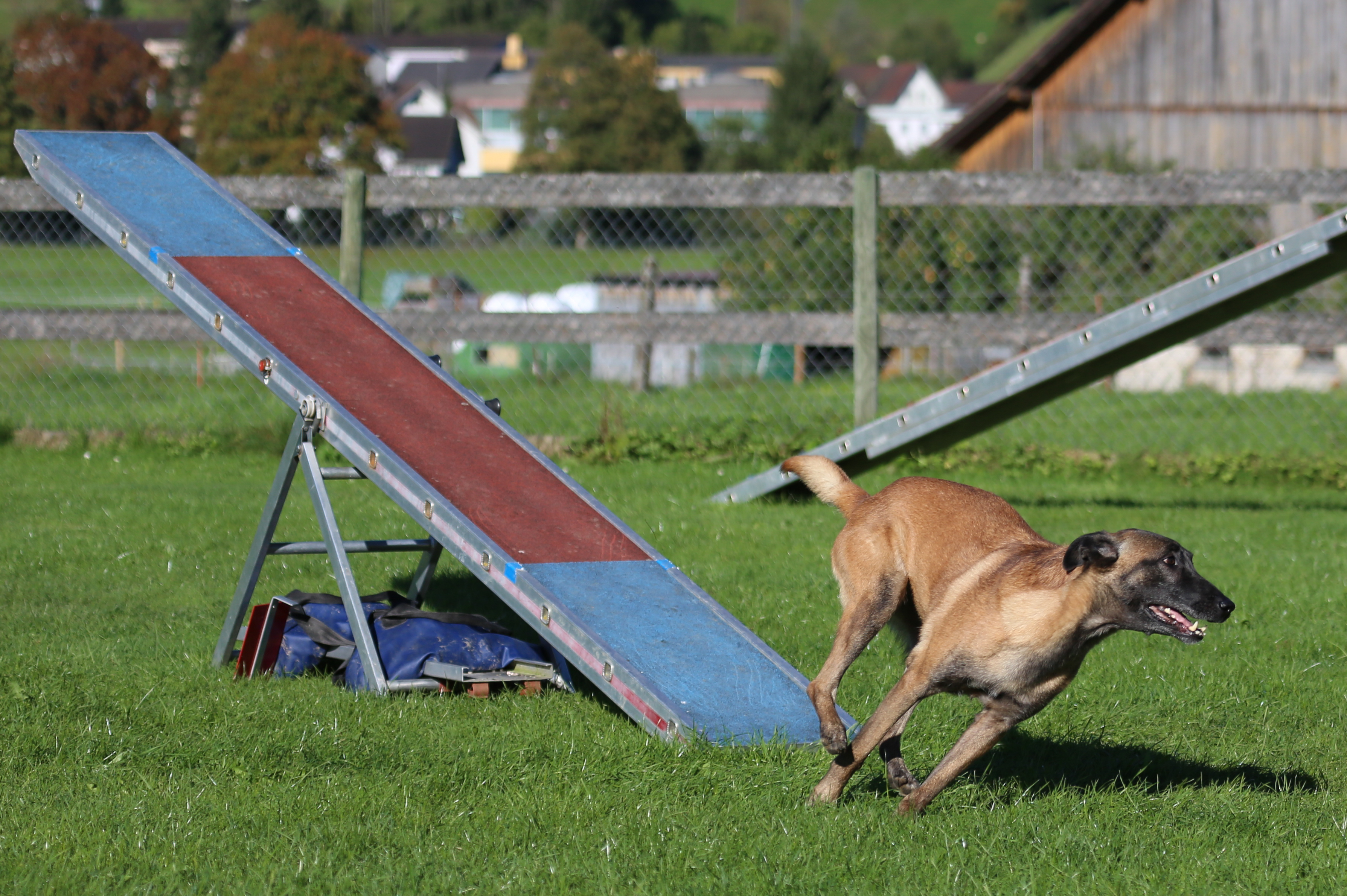
Wippe

In Ruhestellung muss die Wippe auf der Seite am Boden sein, von der der Hund kommt. Die Balance wird folgendermaßen eingestellt: Auf das hohe Ende der Wippe wird ein 1 kg schweres Gewicht gelegt. Diese Seite muss nun innerhalb von 3 bis 4 Sekunden zum Boden kippen und bei Entlastung wieder zurückschwingen. Die Kippeigenschaften können durch Ausgleichsgewichte eingestellt werden.
Breite: 30 cm,
Länge: 360 bis 380 cm, mit rutschhemmendem Belag. Kontaktzonen wie beim Laufsteg jeweils 90 cm, keine Leisten.
Höhe: 60 cm.

#### A-Wand

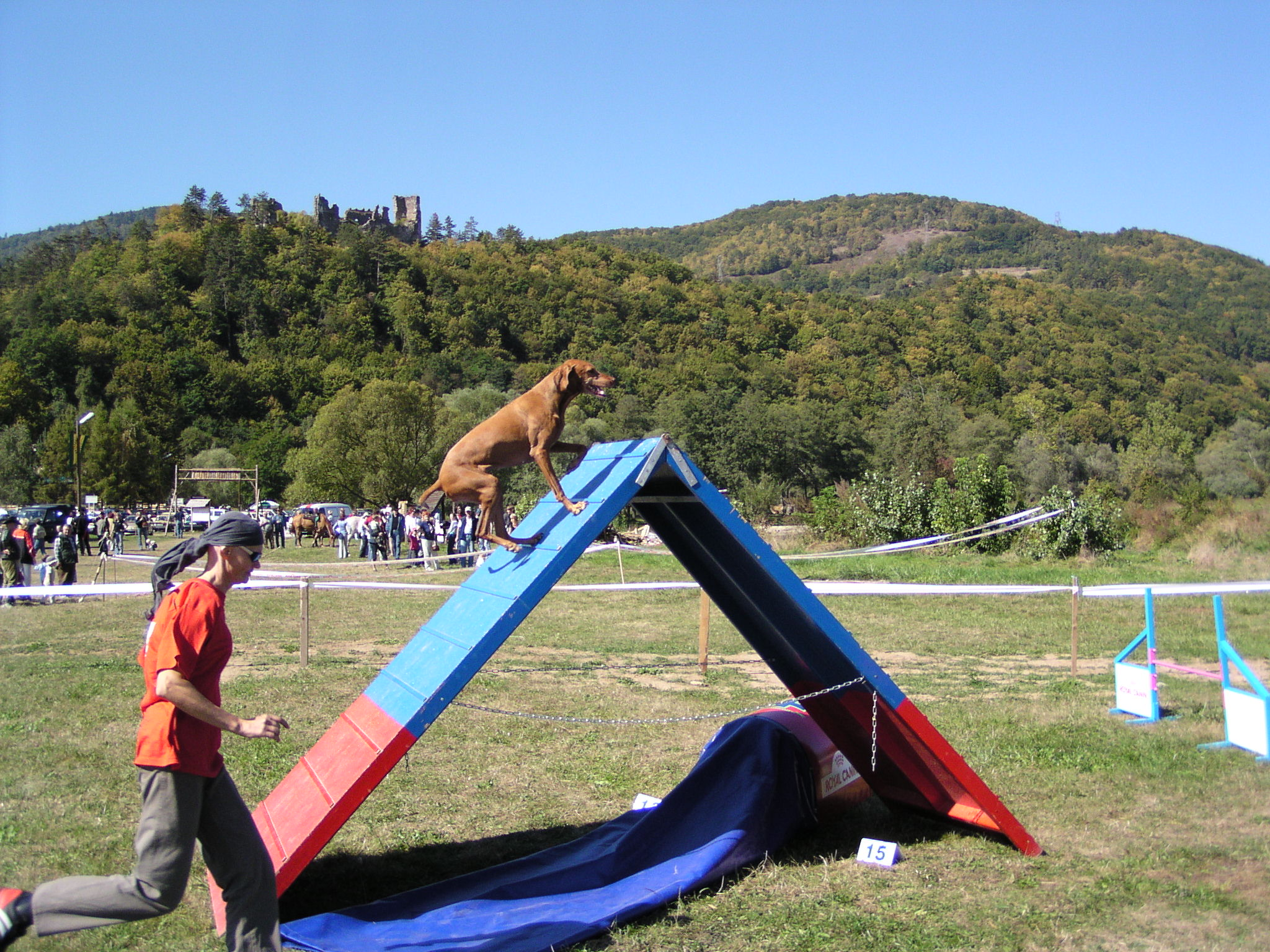
A-Wand

Die Schrägwand (auch A-Wand genannt) besteht aus zwei schiefen Ebenen, die die Form eines „A“ bilden. So entstehen ein Aufgang und ein Abgang, die jeweils eine Kontaktzone im unteren Teil beinhalten. Die Kontaktzonen sind 106 cm lang. Die Verlattung und der rutschhemmende Belag entsprechen denen beim Laufsteg.
Breite: unten 90 bis 115 cm, oben 90 cm.
Höhe für alle Größenklassen: 1,70 m (Senioren Höhe 1,50 m)

### Tunnel

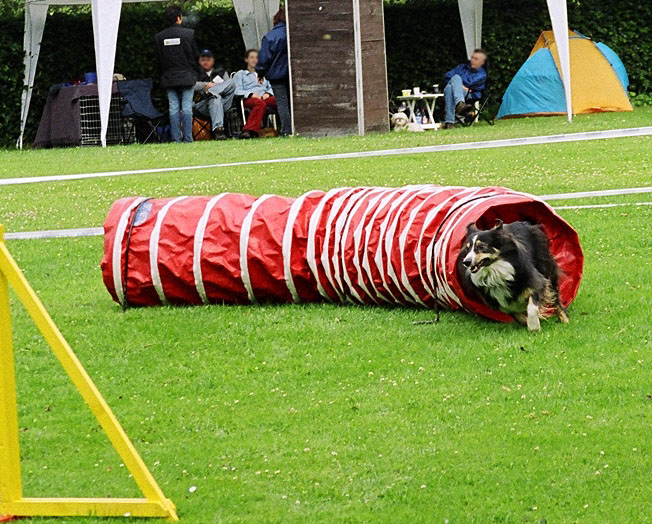
Tunnel

Der Tunnel soll bei Benutzung am Boden fixierbar sein und muss in der vorgegebenen Richtung durchlaufen werden. Wer den falschen Eingang wählt, wird disqualifiziert. Auslassen oder Durchlaufen zu einem falschen Zeitpunkt führt ebenfalls zur Disqualifikation. Der Hundeführer muss hier besonders aufpassen, da der Tunnel anscheinend auf viele Hunde eine besondere Anziehungskraft ausübt.
Durchmesser: 60 cm
Länge: 300 bis 600 cm

### Nicht mehr gebräuchliche Hindernisse

#### Sacktunnel

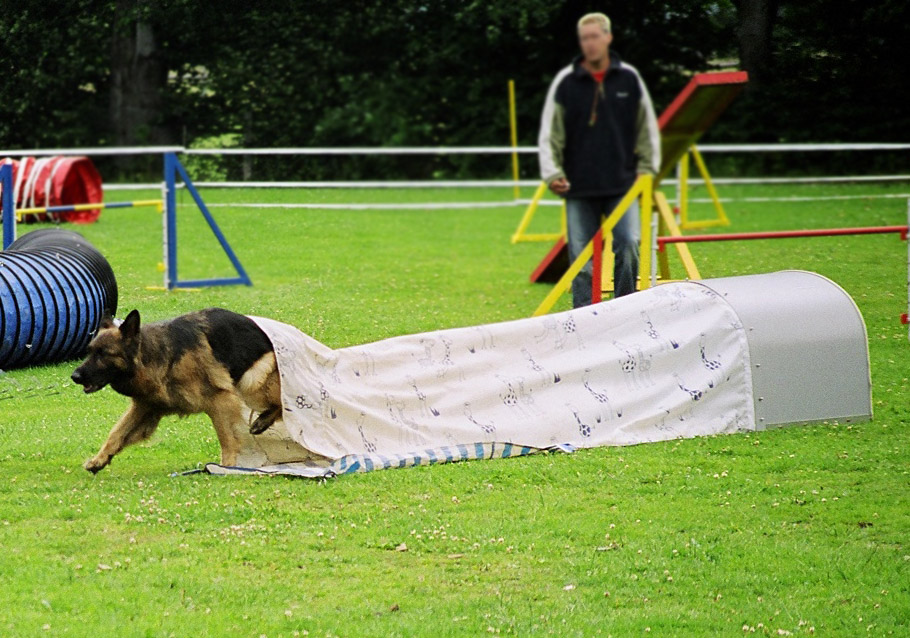
Stofftunnel: fester und sackartiger, beiderseits offener Teil

Dieses Hindernis, das auch als Sacktunnel bezeichnet wird, ist zweiteilig. Es besteht aus einem festen Teil als Eingang und dem flexiblen Stoffteil. Der Eingang ist umgekehrt U-förmig aus festem, verwindungssteifem Material, daran schließt sich der flexible Teil an. Das Material sollte weich und so beschaffen sein, dass auch kleine Hunde sich nicht darin verheddern. Beim Sacktunnel ist darauf zu achten, dass der Hund sich nicht im Stoffsack verfängt. Die Parcourshelfer müssen hier besonders aufpassen, dass der Wind den Sack nicht verdreht und nach jedem Durchlauf der Sack neu ausgelegt wird.
Höhe: 60 cm
Öffnung unten: 60 bis 65 cm
Länge (fester Teil): 90 cm
Länge (flexibler Teil): 250 bis 300 cm
Der Sacktunnel ist nach der Prüfungsordnung der FCI seit dem 1. Januar 2023 nicht mehr zugelassen.

#### Tisch

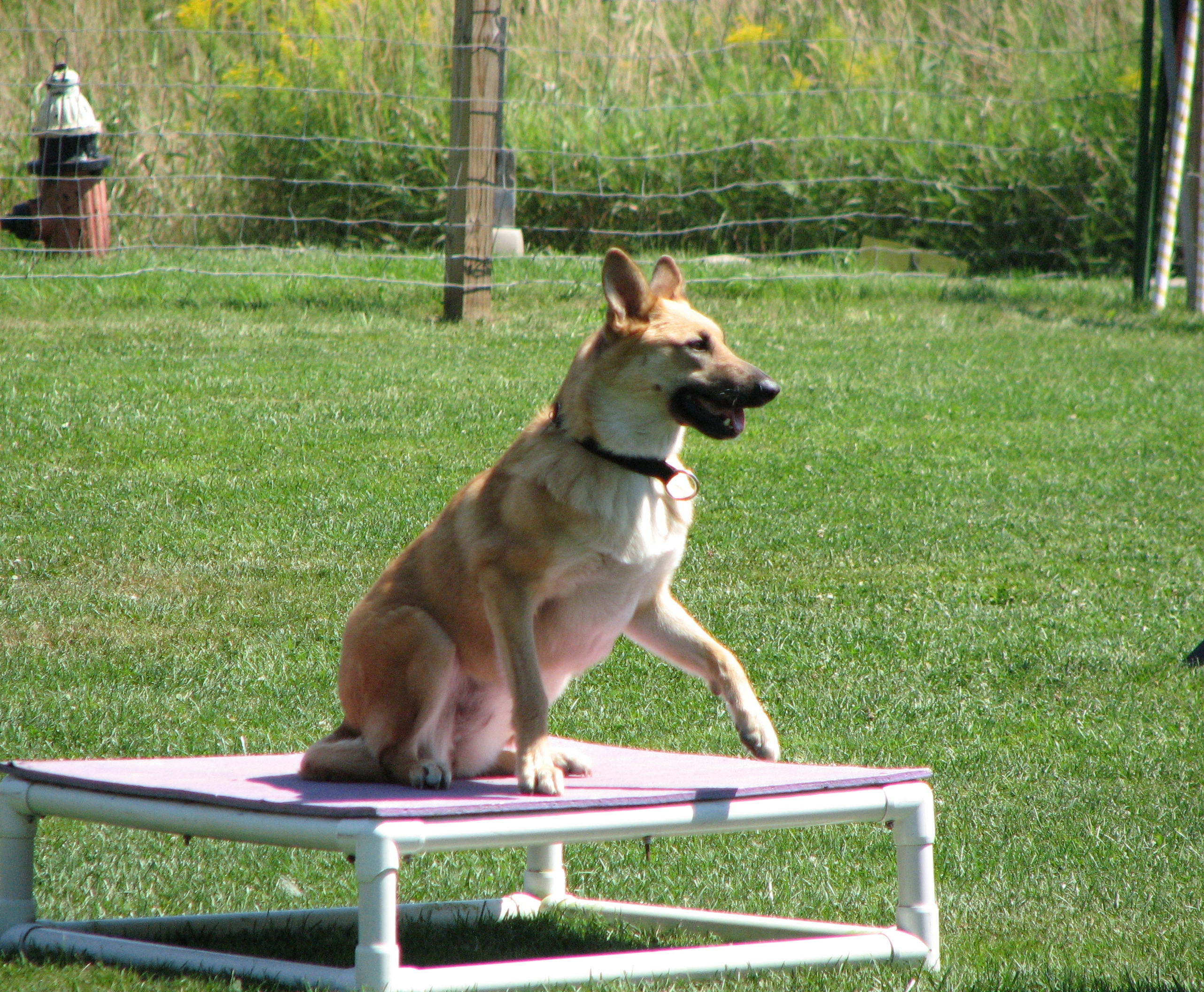
Der Tisch

In der Prüfungsordnung der VDH und FCI vom 1. Januar 2018 ist der Tisch nicht mehr aufgeführt und somit kein offizielles Hindernis beim Agility mehr.
Zuletzt war der Tisch bei Turnieren nur noch selten anzutreffen. Die Regel für dieses Hindernis ist folgende: Nach Aufsprung auf den Tisch muss der Hund 5 Sekunden warten, ehe er auf das Zeichen des Hundeführers wieder abspringen darf. Ein zu frühes Abspringen ist ein Fehler und der Hund muss den Tisch erneut absolvieren.
Der Tisch muss kippsicher sein und eine rutschfeste Oberfläche aufweisen.
Höhe:
L (Large): 60 cm
M (Medium): 35 cm
S (Small): 35 cm
Tischfläche, quadratisch:
Seitenlänge: 90 bis 120 cm

#### Wassergraben
In der Anfangszeit gehörte der Wassergraben als Weitsprung noch zum Reigen der Hindernisse. Der Hund musste ihn überspringen, ohne ins Wasser zu treten. In neueren Prüfungsordnungen kommt er vor allem wegen seines schwer handhabbaren Aufbaus nicht mehr vor.